# MT6589
MT6589是聯發科公司於2013年1月推出的一顆智慧型手機平臺芯片組，由聯發科研發製造。聯發科推出該芯片組的目的在於降低四核心智慧型手機的成本和價格。MT6589屬於MTK MT系列，該芯片組處理器為四核處理器，基於ARM Cortex A7架構，支持ARMv7指令集，採用28奈米製程工藝，内置1Mb的二级缓存（L2），默认鎖定時鐘频率为1Ghz。MT6589内置PowerVR SGX544的圖形處理器（顯示晶片）。

## 特性
數據寬度：32位
RAM數據總線寬度：32位
二級緩存：1Mb

## 指令集
CPU指令集：ARMv7
CPU核心架構：ARM Cortex A7

## 時鐘頻率
最大物理頻率：1.5GHz

## 技術
製造工藝：28nm
半導體技術：CMOS

## 其他

### 圖形處理器
內置圖形處理器：PowerVR SGX 544
支持：
- OpenGL ES 2.0
- OpenGL ES 1.1
- OpenVG 1.1
- EGL 1.3
- Direct3D加速
- SVGT 1.2
- DirectDraw

### 網絡支持
- GSM
- GPRS / EGPRS
- EDGE
- UMTS
- HSPA+:21 Mbps
- HSDPA:7.2 Mbps
- HSUPA:5.76 Mbps
- 基带:MBMS

### 屏幕支持
最大支持分辨率：1080p級別
支持裸眼3D

### 其他
支持雙卡雙待單通